# Аллерой (Ножай-Юртовський район)
Аллерой (рос. Аллерой) — село у Ножай-Юртовському районі Чечні Російської Федерації.
Населення становить 1085 осіб. Входить до складу муніципального утворення Аллеройське сільське поселення.

## Історія
Згідно із законом від 20 лютого 2009 року органом місцевого самоврядування є Аллеройське сільське поселення.

## Населення
| 1990 | 2002 | 2010  |
| ---- | ---- | ----- |
| 1076 | ↘906 | ↗1085 |